# Robertas Fridrikas
Robertas Fridrikas (Kaunas, 8 aprile 1967) è un ex calciatore lituano, di ruolo attaccante.

## Palmarès

### Club

#### Competizioni nazionali
- Coppa di Georgia: 1

Guria Lanchkhuti: 1990
- Campionato austriaco: 2

Austria Vienna: 1991-1992, 1992-1993
- Coppa d'Austria: 2

Austria Vienna: 1991-1992, 1993-1994
- Supercoppa d'Austria: 2

Austria Vienna: 1992, 1993